# Grażyna Kociniak
Grażyna Anna Pliszczyńska-Kociniak (ur. 2 stycznia 1938 w Lublinie, zm. 11 lutego 2016 w Warszawie) – polska montażystka filmowa, członkini Polskiej Akademii Filmowej.

## Życiorys
Jako montażystka związana była z Wytwórnią Filmów Dokumentalnych w Warszawie. Pracowała również przy takich produkcjach jak serial telewizyjny Wojna domowa w reż. Jerzego Gruzy, a także filmach Przekładaniec w reż. Andrzeja Wajdy, Bulgot w reż. Marka Piwowskiego oraz  Superwizja w reż. Roberta Glińskiego. Należała do Stowarzyszenia Filmowców Polskich. Przez ponad 50 lat była żoną aktora Mariana Kociniaka. Zmarła 11 lutego 2016 w Warszawie, a 18 lutego tego samego roku została pochowana na cmentarzu ewangelicko-reformowanym przy ulicy Żytniej w Warszawie (kwatera 12-4-1a).

## Życie prywatne
Córka Mariana i Zofii. Pierwszym mężem montażystki filmowej był Andrzej Gronau, a drugim Marian Kociniak.

## Wybrana filmografia
- 1965 – Portret dyrygenta
- 1967 – Po wyroku (etiuda szkolna)
- 1968 – Przekładaniec
- 1971  -  Przygody Psa Cywila
- 1971 – Tadeusz Baird
- 1971 – Osadnicy
- 1972 – Sentymentalny Pan
- 1972 – Ktoś od nich
- 1973 – Ze wsi
- 1973 – Za horyzontem
- 1973 – Tylko dla dorosłych
- 1973 – Pradziadek sól
- 1973 – Każdy dzień
- 1974 – Współpraca
- 1974 – Wizyta Przyjaźni
- 1974 – Sąsiedzi i przyjaciele
- 1974 – Lubin 74
- 1974 – Limanowa 74
- 1974 – Kwiecień w Portugalii
- 1976 – You still have a chance
- 1976 – Wygrać przegrać
- 1976 – Teatr Wyobraźni
- 1976 – Stolarz
- 1976 – Plener przemysłowy
- 1976 – Grunwald
- 1977 – Wizyta we Włoszech i Watykanie
- 1977 – Na XXXII Sesji ONZ
- 1978 – Poland-USA
- 1978 – Dzieciom pamięć świata
- 1979 – Ojciec Święty Jan Paweł II w Polsce
- 1980 – Tajemnice Teatru Lalek
- 1980 – Spotkania przyjaciół
- 1980 – Przygoda reportera
- 1980 – Alicja w krainie atomu
- 1982 – Magister Półchłopek
- 1982 – Choinka strachu
- 1982 – Bulgot
- 1983 – Toccata
- 1983 – Milczenie
- 1984 – Usłyszeć siebie
- 1985 – Tanie pieniądze
- 1986 – Druga strona słońca
- 1986 – Absolwent
- 1987 – Sławna jak Sarajewo
- 1988 – Zmowa
- 1989 – Okrągły Stół. Polska ewolucja 1989 roku
- 1990 – Superwizja

Źródło: Filmpolski.pl.